# Marcel Mérigonde
Marcel Mérigonde (* 18. Februar 1910 in Paris; † 18. Juli 1984 in Asnières-sur-Seine) war ein französischer Politiker. Von 1956 bis 1958 war er Abgeordneter der Nationalversammlung.

## Frühes Leben und Widerstand
Nach seinem Schulabschluss studierte Mérigonde Beauvais und arbeitete danach als Lehrer. Er trat unmittelbar nach dem Einstieg in den Beruf im Jahr 1929 einer Lehrergewerkschaft bei. Dem folgte 1931 der Eintritt in die Section française de l’Internationale ouvrière. Ab 1939 nahm er für Frankreich am Zweiten Weltkrieg teil und wurde für seine Verdienste als Soldat mit dem Croix de guerre ausgezeichnet. Vor allem aufgrund seiner Zugehörigkeit zur sozialistischen SFIO wurde Mérigonde, der auch Mitglied des Grand Orient de France war, im Oktober 1942 durch das Vichy-Regime vom Lehrerdienst suspendiert. Er arbeitete fortan als Angestellter in einem Büro und dann als Versicherungsvertreter. Auf Bitte des ehemaligen Abgeordneten Jean Biondi trat er der Résistance bei. Er wurde 1944 verhaftet und durch die deutschen Besatzer ins KZ Neuengamme deportiert. 1945 wurde er befreit.

## Politische Karriere
Im September 1945, und damit wenige Monate nach seiner Befreiung, gelang ihm der Einzug in den Generalrat des Départements Oise, in dem er bis 1981 vertreten war. Bei den Parlamentswahlen 1946 trat er auf der Liste der SFIO im Département Oise an, wurde als Listenvierter aber nicht gewählt. Auch eine zweite Kandidatur im Jahr 1951 blieb erfolglos. Dennoch erlangte er eine Arbeitsstelle in der Nationalversammlung, wo er ab 1952 als Verwaltungssekretär der sozialistischen Fraktion tätig war. Im April 1953 konnte er zudem in den Stadtrat von Compiègne einziehen. Bei den Parlamentswahlen 1956 trat er erneut an. Er war als Listenerster gesetzt und schaffte dementsprechend den Sprung ins Parlament. Im Oktober 1957 wurde Mérigonde zum Sekretär der Nationalversammlung gewählt. Parteiintern richtete er sich gegen die Beteiligung der SFIO an der Regierung von Félix Gaillard und sprach sich stattdessen für eine Mitte-links-Regierung aus, was aber auf dem Parteitag im November 1957 mit knapper Mehrheit abgelehnt wurde. Mérigonde war ebenfalls strikter Gegner der im Mai 1958 eingeleiteten Machtübernahme durch Charles de Gaulle und setzte ein Papier zur Ablehnung dieser auf, das von 112 Abgeordneten unterzeichnet wurde. Nach einer klaren Niederlage bei den Parlamentswahlen 1958 kandidierte er 1962 erneut und scheiterte dabei trotz eines verbesserten Resultats am Wiedereinzug in die Nationalversammlung. Auf lokaler Ebene blieb er weiterhin aktiv, auch wenn er nach dem Austritt aus der SFIO-Nachfolgepartei Parti socialiste im Jahr 1973 parteiunabhängig war. Im selben Jahr wurde er von den Mitgliedern des Generalrats in den Regionalrat der Region Picardie gewählt. Dazu war er ab 1976 Vizepräsident des Generalrats. Von beiden Ämtern trat er 1979 aus gesundheitlichen Gründen zurück. Mérigonde starb 1984.